# Kati Winkler
Katrin „Kati” Winkler, po mężu Schneider (ur. 16 stycznia 1974 w Karl-Marx-Stadt) – niemiecka łyżwiarka figurowa, startująca w parach tanecznych z René Lohse. Dwukrotna uczestniczka igrzysk olimpijskich (1998, 2002), brązowa medalistka mistrzostw świata (2004), mistrzyni NRD (1990) oraz 6-krotna mistrzyni Niemiec (1996, 1998–2000, 2003, 2004). Po zakończeniu kariery amatorskiej w 2004 roku występowała w rewiach łyżwiarskich i została choreografem.

## Życiorys
Winkler, tak jak René Lohse zaczęli jeździć na łyżwach mając 4 lata, pomimo że nikt z ich rodzin tego nie potrafił. Zostali wybrani do rozpoczęcia treningów łyżwiarskich ze względu na poszukiwania nowych talentów sportowych wśród najmłodszych dzieci w przedszkolach w NRD. Choć Lohse porzucił sport w wieku 12 lat, to jego przerwa trwała tylko 2 lata, gdy powrócił do treningów w konkurencji par tanecznych i w 1988 roku został poproszony przez Winkler, aby został jej partnerem. Winkler i Lohse poznali się podczas zawodów, na których występowali w konkurencjach indywidualnych. Gdy Winkler miała 10 lat przeniosła się do Berlina, gdzie uczęszczała do tej samej szkoły co Lohse.

## Osiągnięcia
Z René Lohse
| Zawody                                | 89–90          | 90–91          | 91–92          | 92–93          | 93–94          | 94–95          | 95–96          | 96–97          | 97–98          | 98–99          | 99–00          | 00–01          | 01–02          | 02–03          | 03–04          |                |                |
| Międzynarodowe                        | Międzynarodowe | Międzynarodowe | Międzynarodowe | Międzynarodowe | Międzynarodowe | Międzynarodowe | Międzynarodowe | Międzynarodowe | Międzynarodowe | Międzynarodowe | Międzynarodowe | Międzynarodowe | Międzynarodowe | Międzynarodowe | Międzynarodowe | Międzynarodowe | Międzynarodowe |
| ------------------------------------- | -------------- | -------------- | -------------- | -------------- | -------------- | -------------- | -------------- | -------------- | -------------- | -------------- | -------------- | -------------- | -------------- | -------------- | -------------- | -------------- | -------------- |
| Igrzyska olimpijskie                  |                |                |                |                |                |                |                |                | 10             |                |                |                | 8              |                |                |                |                |
| Mistrzostwa świata                    |                |                |                |                |                | 19             | 13             | 12             | 9              | 7              | 6              | 7              | 7              |                | 3              |                |                |
| Mistrzostwa Europy                    |                |                |                | 16             |                | 15             | 9              |                | 9              | 6              | 5              | 6              |                | 5              |                |                |                |
| GP Finał Grand Prix                   |                |                |                |                |                |                |                |                |                |                |                | 5              |                |                |                |                |                |
| GP Nations Cup                        |                |                |                |                |                |                | 6              | 7              | 5              | 3              | 2              | 4              |                | 3              | 2              |                |                |
| GP Trophée Lalique                    |                |                |                |                |                |                |                | 5              |                |                |                | 3              |                |                |                |                |                |
| GP NHK Trophy                         |                |                |                |                |                |                |                |                |                |                |                | 3              |                | 2              | 4              |                |                |
| GP Cup of Russia                      |                |                |                |                |                |                |                |                |                |                |                |                |                | 4              | 4              |                |                |
| GP Skate America                      |                |                |                |                |                |                | 7              | 6              |                |                | 4              |                |                |                |                |                |                |
| GP Skate Canada International         |                |                |                |                |                |                | 9              |                |                |                |                |                |                |                |                |                |                |
| Nations Cup                           |                |                |                |                | 9              | 6              |                |                |                |                |                |                |                |                |                |                |                |
| Nebelhorn Trophy                      |                |                |                |                |                | 4              |                |                |                |                |                |                |                |                |                |                |                |
| Skate America                         |                |                |                |                |                | 4              |                |                |                |                |                |                |                |                |                |                |                |
| Międzynarodowe: Kategorie młodzieżowe |                |                |                |                |                |                |                |                |                |                |                |                |                |                |                |                |                |
| Mistrzostwa świata juniorów           |                | 15             | 8              |                |                |                |                |                |                |                |                |                |                |                |                |                |                |
| Krajowe                               |                |                |                |                |                |                |                |                |                |                |                |                |                |                |                |                |                |
| Mistrzostwa Niemiec                   |                |                | 2              | 2              | 3              | 2              | 1              |                | 1              | 1              | 1              |                |                | 1              | 1              |                |                |
| Mistrzostwa NRD                       | 1              |                |                |                |                |                |                |                |                |                |                |                |                |                |                |                |                |